# معراج شیخ
معراج شیخ (زاده خرداد 1367 - سیستان) کاپیتان و عضو تیم ملی کبدی مردان ایران است. وی هم‌اکنون در تیم Dabang Delhi در لیگ حرفه‌ای کبدی کشور هند فعالیت می‌کند.

## لیگ ستارگان کبدی
معراج شیخ، همراه با همشهری دیگر خود، هادی اشترک، در سال ۲۰۱۵ وارد لیگ حرفه‌ای کبدی (Pro Kabaddi League) کشور هند شد. معراج ابتدا عضو تیم Telugu Titans بود و سپس به دنبال درخشش و عملکرد خوبش، مورد توجه باشگاه‌های دیگر قرار گرفت و در نهایت در سال ۲۰۱۶ به عضویت تیم Dabang Delhi پیوست.

## افتخارهای ورزشی

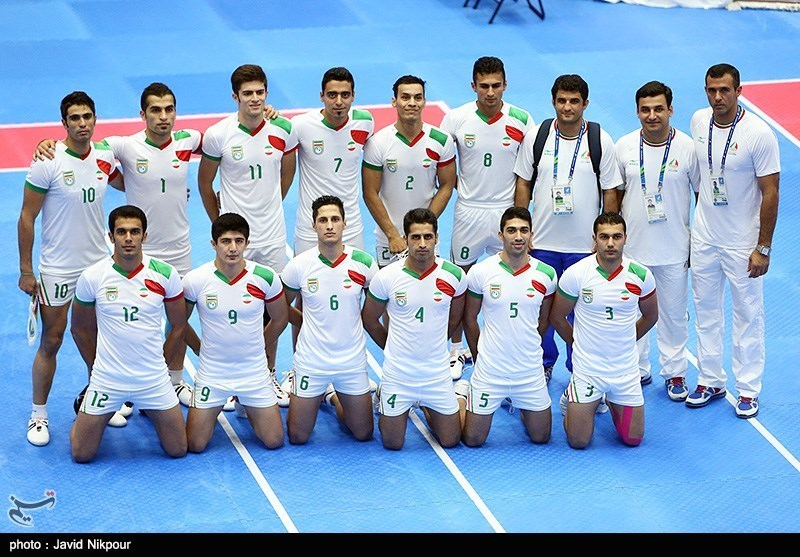
معراج شیخ (ایستاده، نفر پنجم) در بازی های آسیایی اینچئون ۲۰۱۴ - مسابقه کبدی ایران و ژاپن

### قهرمانی جهان
- نائب قهرمانی مسابقات جهانی کبدی در سال ۲۰۱۶ در هند[۴]

### مسابقات آسیایی[۵]
- مدال نقره بازی‌های آسیایی گوانگژو چین ۲۰۱۰
- مدال نقره بازی‌های آسیایی اینچئون کره جنوبی ۲۰۱۴